# Stora Lergravsgylet
Stora Lergravsgylet är en sjö i Olofströms kommun i Blekinge och ingår i Skräbeåns huvudavrinningsområde.